# Pierre de Montbrun
Pierre de Montbrun   (mort à Isle le 19 février 1457), est un ecclésiastique qui fut évêque de Limoges de 1426 à 1457.

## Biographie
Pierre de Montbrun naît dans le château de ce nom dans l'actuelle commune de Dournazac. Il est le fils de Pierre Bruni seigneur de Montbrun. Son frère Robert de Montbrun est évêque d’Angoulême et Guy de Montbrun, fils de son autre frère Jean, sera protonotaire apostolique et évêque de Condom. Bénédictin, il devient abbé de Saint-Augustin-lès-Limoges en 1413. Charles VII le fait entrer en son Conseil et le charge d'ambassades. Le 11 décembre 1426, il est désigné comme évêque de Limoges alors que deux candidats Ranulphe de Pérusse d'Escars et Hugues de Rouffignac se disputent déjà cet évêché. Il est consacré à Tulle et prend possession en avril 1427. 
Pendant son long épiscopat d'une trentaine d'années, il visite à cheval le vaste territoire de son diocèse mais il doit subir de nombreuses agressions de la part des seigneurs locaux. En 1434, le capitaine du château de Chalucet le retient et le met à rançon. Ses équipages lui sont enlevés à Rougnat le 30 juillet 1436 par le chevalier Trolhard de Montvert seigneur de Magnat qu'il doit excommunier. Vers 1444, c'est le vicomte de Turenne qui le fait prisonnier et ne le libère que contre rançon. Vieilli et fatigué par ces épreuves, il s'adjoint en 1454 un évêque auxiliaire en la personne de Michel Prodolo pour l'assister dans ces visites épiscopales. En 1456, il se dote également d'un vicaire-général, frère Michel de l'ordre des frères prêcheurs évêque titulaire de Nyocensis qui consacre le 5 avril 1456 le monastère conventuel de Notre-Dame de la Règle de Limoges. Le vieil évêque meurt le 19 février 1457 et il est inhumé dans sa cathédrale de Limoges.

### article connexe
- Liste des évêques de Limoges